# Rysk-ukrainska gaskonflikten

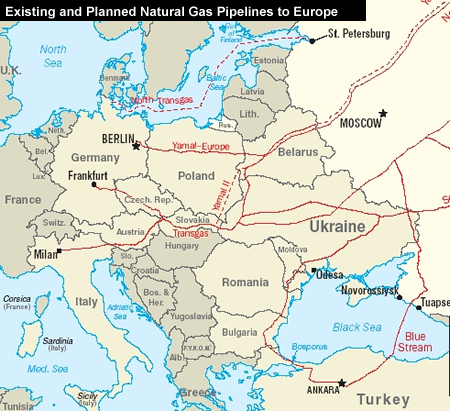
Rör med naturgas från Ryssland till Europa

Rysk-ukrainska gaskonflikten var en konflikt mellan Ryssland och Ukraina om vilket pris Ukraina från årsskiftet 2008-2009 skulle betala för rysk naturgas. Det statskontrollerade ryska energibolaget Gazprom anklagade Ukrainas motsvarande bolag Naftogaz för att ha stulit 65,3 miljoner kubikmeter gas. Ukraina anklagade Ryssland för att ha höjt priserna oproportionerligt mycket. Båda parter var mycket angelägna om att i Västeuropa framstå som oskyldiga till problemen. 

## Bakgrund
Ryssland har ända sedan tidigt 1990-tal skurit av leveranser av olja och gas som påtryckningsmedel. Inför och sedan som konsekvens av Ukrainska avtalet om partnerskap med NATO 8 februari 1994 stängde Ryssland helt enkelt av gasen ända tills transit och export till andra länder i Europa blev lidande.
En ny konflikt startade i mars 2005 om naturgas och överföringsavgifter. Konflikten kulminerade den 1 januari 2006 då Ryssland skar av gasleveranserna till Ukraina. Läget lugnade ner sig den 4 januari 2006 då leveranserna återupptogs och ett preliminärt avtal mellan Rysslands gasföretag och Ukraina skrevs.
En annan gaskonflikt började i oktober 2007 om gasavgifterna och kulminerade i mars 2008, då gasleveranserna minskades. Under de sista månaderna av 2008 blev relationerna mellan Gazprom och Ukraina återigen spända efter en konflikt om priset som Ukraina skulle betala för gasen.

## Konflikten 2008 - 2009
Den ryska statliga energijätten Gazprom hotade i början av december 2008 att höja priset på gas från 179,50 dollar per tusen kubikmeter till omkring 400 dollar om inte Ukraina betalade sin skuld på två miljarder euro före årsskiftet.
I mitten av december meddelade talesmannen Sergej Kuprianov om igen att Gazprom inte hade några skyldigheter att förnya avtalet så länge Ukraina inte betalade sin skuld. Ukrainas president Viktor Jusjtjenko uppgav den 18 december att landet hade betalat 544 miljoner euro av sin skuld till Gazprom och att resten skulle betalas "inom snar framtid". Vid årsskiftet hade skulden dock inte betalats och Ryssland stoppade leveransen till Ukraina, eftersom Ukraina inte accepterade det nya priset på 450 dollar per tusen kubikmeter. Leveranserna till övriga Europa genom Ukraina fortsatte däremot som vanligt, den gasen hade Ukraina ingen rätt att använda.
Redan den andra januari anklagade Ryssland Ukraina för stöld av gas. Ukraina påstods ha stulit 65,3 miljoner kubikmeter gas efter att leveranserna till Ukraina stoppades den 1 januari. Gazprom anklagade Ukraina för att ha stulit en sjättedel av den gas som skulle transporteras genom landet till Västeuropa och den femte januari minskade Gazprom leveranserna genom Ukraina med lika mycket. Därefter skulle mängden anpassas dag för dag utifrån vad Ukraina ansågs ha stulit. Gazproms Aleksej Miller försäkrade dock att nedskärningarna till Europa skulle kompenseras med leveranser via Vitryssland och Polen
EU-kommissionen förklarade att det inte fanns något omedelbart hot mot gasförsörjningen av Västeuropa och att lagren där var fyllda till mellan 80 och 90 procent. Från en rad länder, framför allt på Balkan, rapporterades dock om minskade leveranser och sjunkande tryck i ledningarna efter att Ryssland minskat leveranserna drastiskt den sjätte januari.
Europeiska unionen (EU) såg konflikten som en rent kommersiell tvist mellan Ryssland och Ukraina sände den 5 januari 2009 en delegation till Kiev för att tala med ukrainska regeringen. I delegationen ingick handelsministern i Tjeckien, som då var EU:s ordförandeland. 
Den sjunde januari stoppade Ryssland alla leveranser till Europa genom Ukraina för att undvika stöld från Ukrainas sida. Därefter levererades naturgasen till Europa bara genom Vitryssland och Turkiet. Detta ledde till att 17 europeiska länder drabbades av gasbrist.
Den åttonde januari verkade det som en lösning kunde vara på gång. Ryssland och EU:s ordförandeland hade kommit överens om de villkor som skulle gälla för de observatörer från EU som ska kontrollera att Ukraina inte stjäl någon gas. Den nionde januari krävde EU att gasen skulle igång igen och senare under dagen meddelades att Ryssland var redo att släppa på gasen så fort inspektörer kommit på plats. De första observatörerna kom till Ukraina samma dag, men det kan dröja tre dagar innan gasen når Europa.
Bägge parter var mycket angelägna om att i Västeuropa framstå som oskyldiga till problemen. Av den gas som användes i EU kom drygt en fjärdedel från Ryssland och Gazprom. 80 procent av denna mängd transporterades genom Ukraina.
Anledningen till konflikten var inte bara en fråga om priser. I bakgrunden till konflikten fanns även den korruption som är förknippad med gashandeln, de stora politiska meningsskiljaktigheterna mellan Moskva och Kiev och splittringen i den ukrainska ledningen. Ryssland höll sig väl med forna sovjetrepubliker och de fick gasen till ett mycket lägre pris än andra köpare i Europa. Den drastiska höjningen i pris som Gazprom krävde var ett resultat av att Ukrainas president, Viktor Jusjtjenko, försökte gå med i EU och framförallt Nato, alltså hans försök att närma sig väst. Sprickan mellan Ukraina och Ryssland förvärrades ytterligare då Jusjtjenko omedelbart tog så tydlig ställning för Georgien och sin nära allierade Micheil Saakasjvili i konflikten mellan Ryssland och Georgien i augusti 2008, vilket även utlöste en politisk kris i Ukraina.

## Efterspel
Beroende på om konflikten sågs som Rysslands eller Ukrainas fel, fanns det olika lösningar. Ur Rysslands synvinkel ansågs naturgasledningen genom Östersjön, Nord Stream, och den planerade South Stream under Svarta havet som bra lösningar. På så sätt skulle Ukraina undvikas med alla de problemen det innebar. All gas till Europa skulle inte heller vara så beroende av en enda ledning och dess förutsättningar. 
Många i Europa såg dock Ryssland som det stora problemet, kanske inte just i den här konflikten, men det ökade beroendet var problematiskt. Från den synvinkeln skulle Nabucco vara ett stort genombrott. Den skulle sträcka sig från Azerbajdzjan till Europa och på så sätt skulle beroendet av Ryssland försvinna. Europas beroende av importerad gas väntades öka till 80% fram till 2030, vilket gjorde det än mer viktigt att lösa problemet för att undvika konflikter i framtiden.
Naturgasledningen South Stream skulle anläggas mellan Ryssland och Bulgarien genom Svarta havet. Ryssland avbröt dock projektet 2014 efter att relationerna med EU försämrats på grund av Rysslands annektering av Krim.